# 索布河

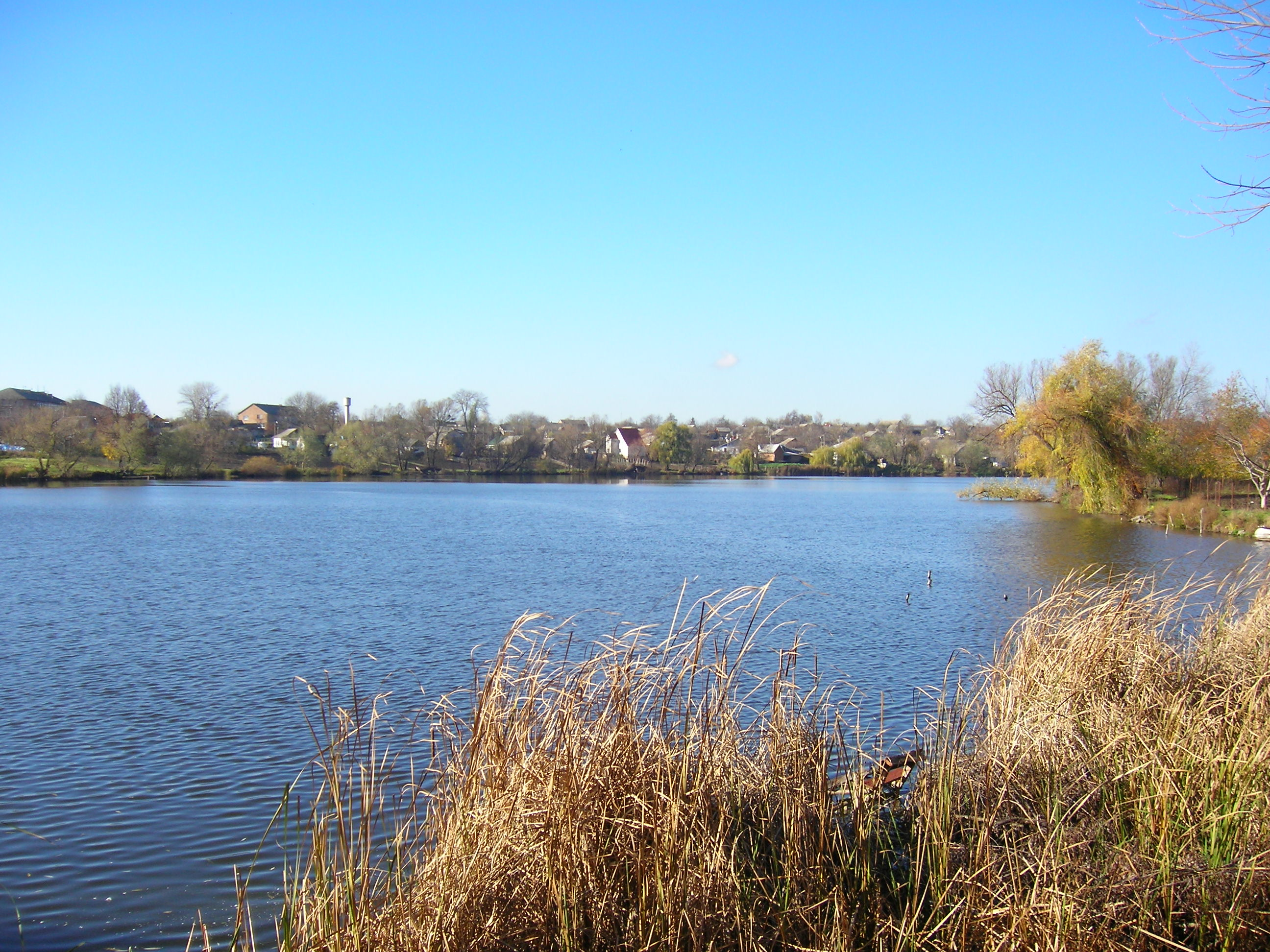

索布河（烏克蘭語：Соб），是烏克蘭的河流，位於該國西南部，流經文尼察州，屬於南布格河的左支流，河道全長125公里，流域面積2,840平方公里，發源自克薩別里夫卡附近，河口處在拉德任附近。